# Paul Kariya
Paul Tetsuhiko Kariya (IPA: [kəˈriːə]; * 16. Oktober 1974 in Vancouver, British Columbia) ist ein ehemaliger kanadischer Eishockeyspieler, der im Verlauf seiner aktiven Karriere zwischen 1994 und 2010 unter anderem 1035 Spiele für die Mighty Ducks of Anaheim, Colorado Avalanche, Nashville Predators und St. Louis Blues in der National Hockey League (NHL) auf der Position des linken Flügelstürmers bestritten hat. In seiner 15 Spielzeiten dauernden NHL-Karriere wurde er zwei Mal als fairster Spieler mit der Lady Byng Memorial Trophy ausgezeichnet und fünf Mal in ein NHL All-Star-Team berufen. Auf internationaler Ebene gewann er mit der kanadischen Nationalmannschaft unter anderem bei der Weltmeisterschaft 1994 sowie bei den Olympischen Winterspielen 2002 die Goldmedaille. Im Jahre 2017 wurde er in die Hockey Hall of Fame aufgenommen, bevor die Anaheim Ducks seine Trikotnummer 9 im Oktober 2018 sperrten.

## Karriere

### Frühe Jahre (1990–1994)
Paul Kariya wurde am 16. Oktober 1974 in Vancouver in der kanadischen Provinz British Columbia geboren. Zwischen 1990 und 1992 absolvierte er zwei Spielzeiten für die Penticton Panthers in der regionalen Juniorenliga British Columbia Hockey League (BCHL). Nach seiner ersten Saison in der BCHL wurde er von der Liga sowohl als Rookie des Jahres, als auch als wertvollster Spieler der Interior Conference ausgezeichnet. Während seiner zweiten BCHL-Saison 1991/92 erhielt er unter anderem Einladungen der Boston University und der Harvard University, um ab der Spielzeit 1992/93 für deren jeweiliges Eishockeyteam der National Collegiate Athletic Association (NCAA) zu spielen. Kariya entschied sich schließlich, ab der kommenden Saison für das Team der University of Maine, den Maine Black Bears, in der College- und Universitätssportliga Hockey East (HE) aufs Eis zu gehen. Der Flügelspieler wurde im Anschluss an die BCHL-Spielzeit 1991/92 erneut als wertvollster Spieler der Interior Conference ausgezeichnet. In seinen zwei Saisons in der British Columbia Hockey League erzielte Paul Kariya in 94 absolvierten Partien 91 Tore und 153 Torvorlagen für insgesamt 244 Scorerpunkte.
In seiner ersten Hockey-East-Saison 1992/93 stellte der Kanadier mit 100 erzielten Scorerpunkten einen neuen NCAA-Rekord auf. Neben mehreren ligainternen Auszeichnungen erhielt er für seine Leistungen auch den Hobey Baker Memorial Award, der vom Dachverband National Collegiate Athletic Association an den College-Spieler des Jahres vergeben wird. Kariya war der erste Rookie, der mit dieser Auszeichnung geehrt wurde. Die Maine Black Bears gewannen als Hockey-East-Meister die Lamoriello Trophy und erspielten sich nach einem Sieg gegen die Mannschaft der Lake Superior State University auch die NCAA-Meisterschaft.
Kariya wurde vor dem NHL Entry Draft, einer jährlichen Veranstaltung, bei der sich Mannschaften der National Hockey League (NHL) die Rechte an hoffnungsvollen Nachwuchsspielern sichern können, als einer der fünftbesten Nachwuchsspieler bewertet. Paul Kariya wurde schließlich in der ersten Runde an insgesamt vierter Position von den Mighty Ducks of Anaheim ausgewählt. Nach dem Draft kehrte er zu seinem Universitätsteam zurück und wurde zu Beginn der Saison 1993/94 zum Mannschaftskapitän der Black Bears ernannt. Im Dezember 1993 verließ der Stürmer das Team um sich mit der kanadischen Nationalmannschaft auf das anstehende olympische Eishockeyturnier 1994 vorzubereiten. Nach dem Turnier kehrte Kariya nicht mehr zur University of Maine zurück, da er seine Karriere als Profispieler fortsetzen wollte.
Im Oktober 1999 wurde Paul Kariya in die University of Maine Hall of Fame aufgenommen. Zwei Jahre später wurde seine Rückennummer 9 von den Maine Black Bears gesperrt, sie wird seitdem an keinen weiteren Spieler mehr vergeben.

### Mighty Ducks of Anaheim (1994–2003)
Nach den Olympischen Spielen 1994 nahm Kariya Vertragsverhandlungen mit den Mighty Ducks of Anaheim auf, konnte sich jedoch nicht rechtzeitig mit dem Team auf einen Kontrakt einigen, um noch in der bereits laufenden NHL-Saison 1993/94 eingesetzt zu werden. Am 1. September 1994 unterschrieb der Außenstürmer schließlich einen Dreijahresvertrag im Wert von 6,5 Millionen US-Dollar. Der Vertrag sprach ihm einen Unterschriftsbonus von 4,775 Millionen US-Dollar sowie ein jährliches Festgehalt von 575.000 US-Dollar zu. Sein erstes Spiel in der National Hockey League bestritt er am 20. Januar 1995 gegen die Edmonton Oilers, sein erstes Tor erzielte er einen Tag später bei einer Partie der Mighty Ducks gegen die Winnipeg Jets. Paul Kariya absolvierte in der NHL-Saison 1994/95 47 Spiele für die Mighty Ducks, dabei gelangen ihm 18 Tore und insgesamt 39 Scorerpunkte, womit er in beiden Kategorien erfolgreichster Spieler der Mannschaft war. Auf Grund dieser Leistung wurde Kariya für die Calder Memorial Trophy nominiert, die jährlich von der NHL an den besten Neuprofi vergeben wird.

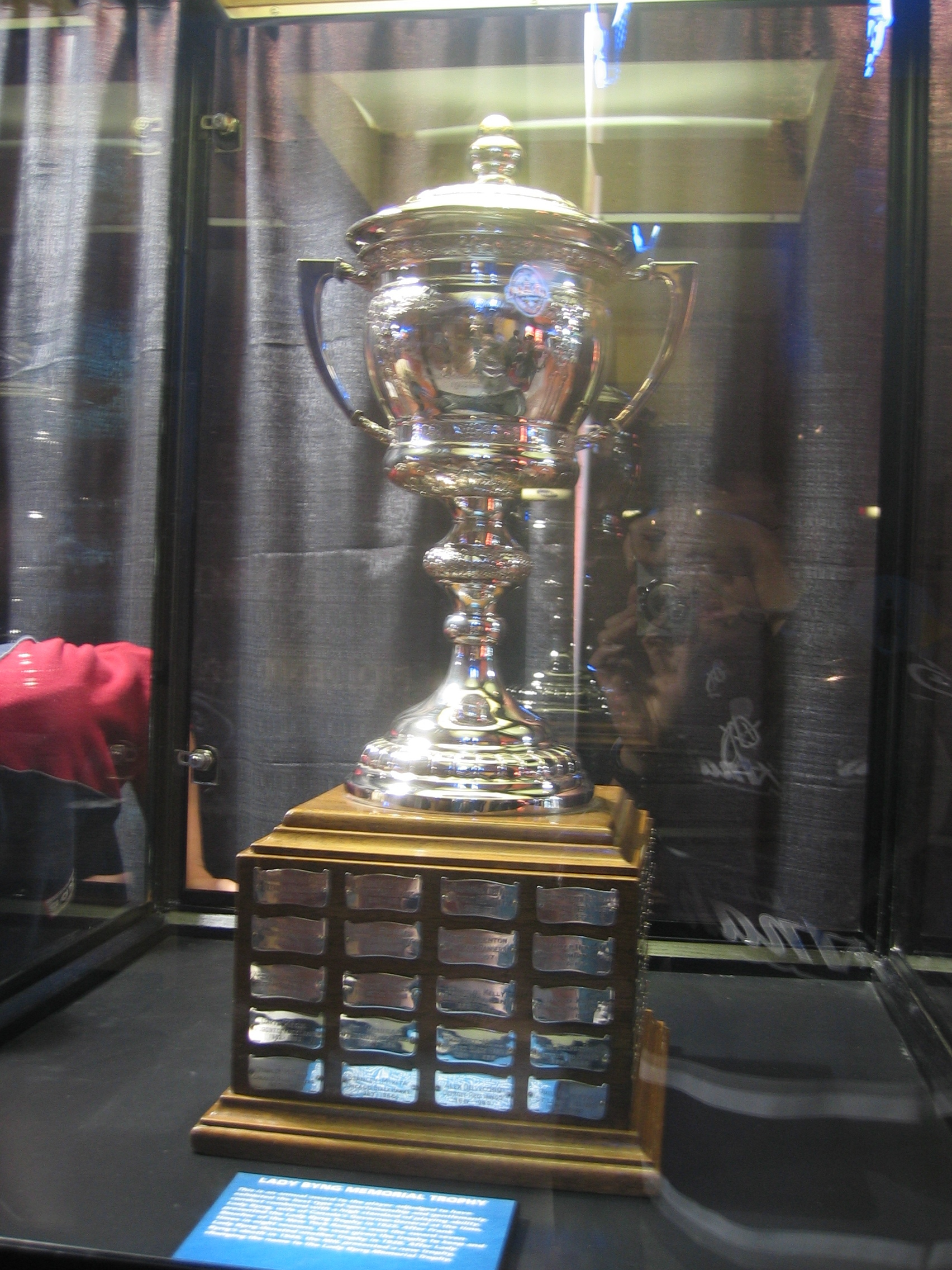
Kariya wurde 1996 und 1997 als fairster Spieler der NHL mit der Lady Byng Memorial Trophy ausgezeichnet.

Die Mighty Ducks of Anaheim verpflichteten im Februar 1996 den rechten Flügelstürmer Teemu Selänne von den Winnipeg Jets. Kariya und Selänne bildeten daraufhin eines der offensivstärksten Duos der National Hockey League. Der Kanadier erzielte am letzten Spieltag der Saison 1995/96 sein 50. Saisontor und wurde der 14. jüngste Spieler der NHL-Geschichte, der die 50-Tore-Marke erreichte. Er beendete diese Spielzeit mit 108 Scorerpunkten als siebtbester Punktesammler der gesamten Liga. Die Mighty Ducks qualifizierten sich jedoch wie schon in der Vorsaison nicht für die Play-offs. Im Anschluss an die Saison wurde er mit der Lady Byng Memorial Trophy als fairster Spieler der NHL ausgezeichnet sowie für das NHL First All-Star-Team nominiert.
Paul Kariya wurde vor Beginn der Saison 1996/97 im Alter von 21 Jahren zum Mannschaftskapitän der Mighty Ducks ernannt. Er erzielte in dieser Spielzeit 99 Scorerpunkte, die drittmeisten der gesamten NHL in dieser Spielzeit. Die Mighty Ducks of Anaheim qualifizierten sich erstmals für die Play-offs und unterlagen dort in der zweiten Runde, dem Western-Conference-Halbfinale, in der Best-of-Seven-Serie nach vier Spielen den Detroit Red Wings. Mit dreizehn Punkten in elf Play-off-Partien war Kariya der erfolgreichste Punktesammler seiner Mannschaft. Kariya wurde im Anschluss an die Saison für seine faire Spielweise erneut mit der Lady Byng Memorial Trophy geehrt. Darüber hinaus wurde er auch als wertvollster Spieler der Liga für die Hart Memorial Trophy nominiert.
Der Vertrag des Spielers lief am Ende der Saison aus und beide Seiten konnten sich nicht über Laufzeit und Vergütung eines neuen Kontrakts einigen. Infolgedessen verpasste Kariya die ersten 32 Spiele der Spielzeit 1997/98, bevor er am 11. Dezember 1997 einen Zweijahresvertrag im Wert von 14 Millionen US-Dollar unterzeichnete. Der Vertrag sprach ihm ein Festgehalt von 5,5 Millionen US-Dollar im ersten Jahr, sowie 8,5 Millionen US-Dollar im zweiten Jahr zu, wodurch er der zweitbestbezahlte Spieler der NHL-Geschichte wurde. Am 1. Februar 1998 erlitt Paul Kariya nach einem regelwidrigen Stockcheck gegen den Kopf ein Schädel-Hirn-Trauma; es war die vierte Verletzung dieser Art in drei Jahren. Auf Grund dieser Verletzung fiel Kariya für den Rest der NHL-Saison 1997/98 aus und verpasste somit auch die Teilnahme an den Olympischen Winterspielen 1998 im japanischen Nagano.

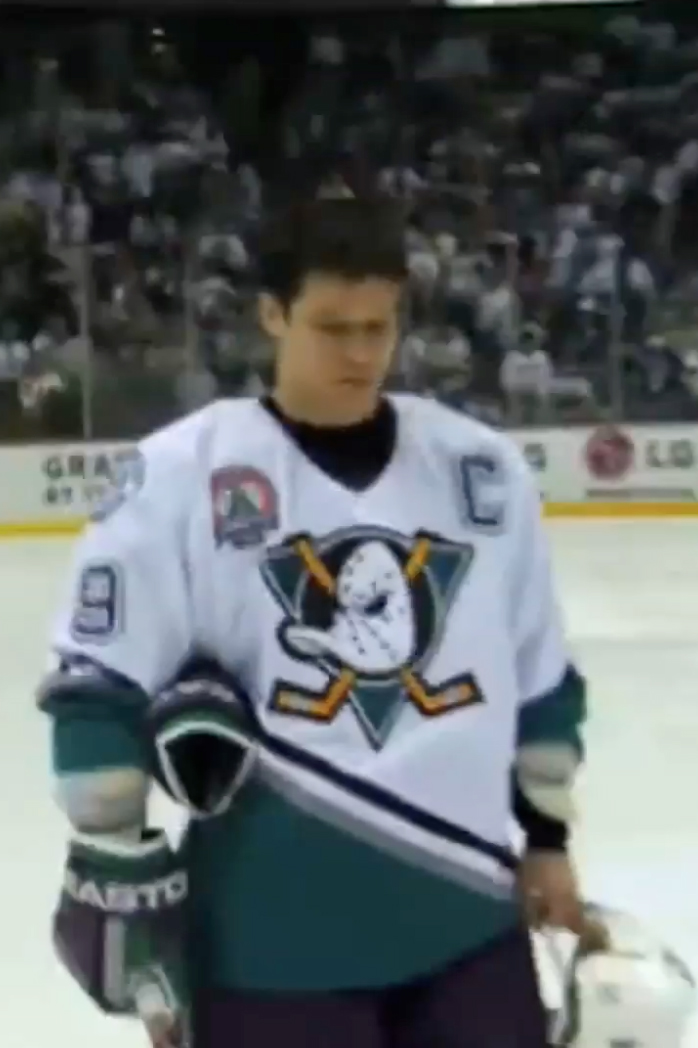
Paul Kariya im Trikot der Mighty Ducks of Anaheim (2003).

In der anschließenden Saison absolvierte Paul Kariya alle 82 Partien der regulären Saison und erzielte dabei 39 Tore und insgesamt 101 Scorerpunkte; die drittmeisten der gesamten Liga. In den Play-offs unterlagen die Mighty Ducks of Anaheim in der ersten Runde den Detroit Red Wings. Der auslaufende Vertrag Kariyas wurde am 30. Juni 1999 um drei Jahre verlängert und mit mehr als 10 Millionen US-Dollar pro Spielzeit vergütet. In den folgenden drei Jahren qualifizierten sich die Mighty Ducks nicht für die Play-offs, zudem verringerte sich Kariyas Punkteausbeute pro Saison kontinuierlich. Nachdem Teemu Selänne im März 2001 zu den San Jose Sharks transferiert worden war, hatte der Kanadier in der NHL-Saison 2001/02 mit 57 Scorerpunkten in 82 absolvierten Partien seine statistisch schlechteste Spielzeit.
Trotz zahlreicher Wechselspekulationen, besonders von den kanadischen Medien, unterzeichnete Kariya für die Saison 2002/03 einen neuen Einjahresvertrag im Wert von 10 Millionen US-Dollar bei den Mighty Ducks. Daraufhin wurden auf sein Bestreben hin die Spieler Adam Oates und Petr Sýkora verpflichtet, mit denen er in der Saison 2002/03 in einer Angriffsreihe agierte. Kariya konnte seine Punkteausbeute aus der Vorsaison deutlich verbessern und erzielte in 82 Spielen 81 Scorerpunkte. Die Mighty Ducks of Anaheim qualifizierten sich nach drei Jahren erstmals wieder für die Play-offs und trafen dort in der ersten Runde auf die Detroit Red Wings, die im Vorjahr den Stanley Cup gewonnen hatten. Die Mighty Ducks bezwangen die Red Wings in der Best-of-Seven-Serie mit 4:0-Siegen. Nach weiteren Siegen gegen die Dallas Stars und die Minnesota Wild traf Anaheim im Stanley-Cup-Finale auf die New Jersey Devils. Die Mighty Ducks unterlagen den Devils schließlich nach sieben Spielen mit 3:4-Siegen. Kariya erzielte in 21 Play-off-Partien seiner Mannschaft 12 Scorerpunkte und wurde kritisiert, er würde unter seinen Fähigkeiten spielen.
Der auslaufende Vertrag des Flügelstürmers wurde nicht verlängert und Kariya verließ die Mighty Ducks of Anaheim nach neun Spielzeiten – davon die letzten sieben als Mannschaftskapitän – als bester Torschütze, Vorlagengeber und Punktesammler der Franchise-Geschichte.

### Colorado, Nashville und St. Louis (2003–2010)

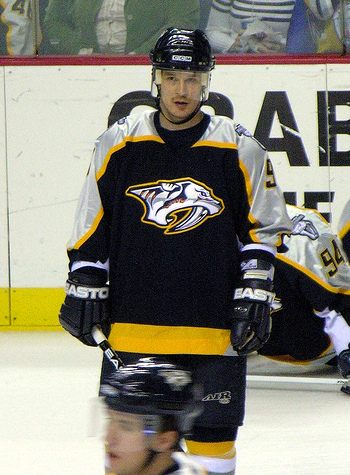
Kariya im Trikot der Nashville Predators (2005).

Zusammen mit dem ebenfalls vereinslosen Teemu Selänne unterschrieb Paul Kariya am 3. Juli 2003 einen Einjahresvertrag bei der Colorado Avalanche. Beide Spieler wollten erneut gemeinsam in einer Mannschaft spielen und einigten sich auf die Avalanche als potentielles neues Team. Im Zuge dessen akzeptierte Kariya die höchste Gehaltskürzung der NHL-Geschichte – von zuvor 10 Millionen US-Dollar in Anaheim auf 1,2 Millionen US-Dollar in Colorado. Kariya spielte mit Selänne und Joe Sakic in einer Angriffsreihe. In der Spielzeit 2003/04 konnten sowohl Kariya und Selänne, als auch die Colorado Avalanche die an sie gesetzten hohen Erwartungen nicht erfüllen. Kariya kam verletzungsbedingt nur auf 51 Spiele und 36 Scorerpunkte; Selänne erzielte in 78 Partien sogar nur 32 Punkte. Die Avalanche schied in den Play-offs 2004 in der zweiten Runde gegen die San Jose Sharks aus.
Nach dem Lockout der NHL-Saison 2004/05 unterschrieb Kariya am 5. August 2005 einen Zweijahresvertrag im Wert von 9 Millionen US-Dollar bei den Nashville Predators und wurde dadurch der höchst bezahlte Spieler in der Geschichte der Predators. Kariya stellte in der Saison 2005/06 mit 31 erzielten Toren, 54 Assists und 85 Scorerpunkten neue Franchise-Saisonrekorde auf. In den Play-offs dieser Saison schied Nashville in der Best-of-Seven-Serie nach fünf Partien in der ersten Runde gegen die San Jose Sharks aus. Kariya war auch in der darauf folgenden Spielzeit Nashvilles bester Punktesammler der regulären Saison, bevor das Team wie in der Vorsaison in der ersten Play-off-Runde San Jose nach fünf Spielen unterlag. Im Anschluss an diese Spielzeit bot der Besitzer der Nashville Predators, Craig Leipold, das Franchise zum Verkauf an, wodurch auch ein möglicher Umzug des Teams in eine andere Stadt nicht ausgeschlossen gewesen wäre. Aufgrund der ungewissen Zukunft der Predators entschied Paul Kariya daraufhin, seinen auslaufenden Vertrag nicht zu verlängern.
Am 1. Juli 2007 unterschrieb er einen Dreijahresvertrag im Wert von 18 Millionen US-Dollar bei den St. Louis Blues. Kariya beendete seine erste Saison bei den Blues zusammen mit Brad Boyes als bester Scorer des Teams; die Mannschaft verpasste jedoch die Play-offs. In der NHL-Saison 2008/09 zog sich der Kanadier früh in der Spielzeit bei einer Partie gegen die Anaheim Ducks nach einem regelwidrigen Bodycheck einen Muskelfaserriss im Oberschenkel, sowie Verletzungen an der Hüftgelenkpfanne zu und fiel für den Rest der Saison aus.

### Karriereende
Nach einer weiteren Spielzeit bei den St. Louis Blues verkündete Paul Kariya am 27. August 2010, dass er auf Anraten seiner Ärzte die komplette NHL-Saison 2010/11 auf Grund von Spätfolgen eines Schädel-Hirn-Traumas aussetzen wird. Einige Wochen zuvor hatte es auf Teemu Selännes Initiative hin Vertragsverhandlungen zwischen Kariya und den Anaheim Ducks ob einer möglichen Rückkehr zum Team gegeben. Nachdem die Symptome trotz der Auszeit nicht abklangen, gab Paul Kariya am 29. Juni 2011 sein Karriereende bekannt.
2017 wurde Kariya in die Hockey Hall of Fame aufgenommen. Im Folgejahr ehrten ihn auch die Anaheim Ducks, indem sie seine Trikotnummer 9 für die weitere Vergabe sperrten.

### International
Paul Kariya vertrat sein Heimatland Kanada bei insgesamt sieben internationalen Wettbewerben. Den ersten Einsatz für die kanadische Nationalmannschaft hatte er bei der Junioren-Weltmeisterschaft 1992, bei der die Kanadier den sechsten Platz belegten. Bei der Junioren-Weltmeisterschaft im Jahr darauf gewannen die Kanadier nach einem Finalsieg gegen die schwedische Auswahl die Goldmedaille. Kariya erzielte in sieben Partien acht Scorerpunkte und war damit hinter Martin Lapointe zweitbester Punktesammler des Teams. Mit sieben Torvorlagen war er gemeinsam mit Michael Nylander, Andrei Chomutow, Shayne Corson und Dave Manson bester Vorbereiter des Wettbewerbs. Im Anschluss an das Turnier wurde er in das All-Star-Team des Wettbewerbs berufen.
Vier Monate später nahm er als Kanadas jüngster Spieler aller Zeiten an einer Herren-Weltmeisterschaft teil. Bei der Weltmeisterschaft 1993 belegte die kanadische Auswahl den vierten Platz, nachdem das Team im Spiel um Platz 3 der tschechischen Nationalmannschaft unterlag. Bei den Olympischen Winterspielen 1994 erreichte er mit der kanadischen Nationalmannschaft nach Siegen über die tschechische und die finnische Auswahl das Finale. Dort unterlag er mit seinem Team den Schweden nach Penalty-Schießen. Paul Kariya war in diesem Wettbewerb mit sieben erzielten Scorerpunkten in acht absolvierten Partien der erfolgreichste Spieler der kanadischen Mannschaft.
Nach den Olympischen Winterspielen nahm er zwei Monate darauf als einziger Spieler aus dem kanadischen Olympiakader an der Weltmeisterschaft 1994 teil. Nach Play-off-Siegen gegen Tschechien und Schweden trafen die Kanadier im Finale auf die finnische Mannschaft, die sie nach Penalty-Schießen bezwangen. Kariya war bei diesem Wettbewerb mit zwölf Punkten aus acht Spielen bester Scorer der Kanadier. Im Anschluss an das Finalspiel wurde der Flügelstürmer zum besten Stürmer des Turniers ernannt und in das All-Star-Team der Weltmeisterschaft berufen.
Bei der Weltmeisterschaft 1996 gewann er mit seiner Mannschaft nach einer Finalniederlage gegen die Tschechen die Silbermedaille. Paul Kariya wurde vom kanadischen Verband auch für den World Cup of Hockey 1996 nominiert, musste auf Grund einer Leistenverletzung die Teilnahme am Wettbewerb jedoch absagen. Ebenso musste er seine Teilnahme an den Olympischen Winterspielen 1998 absagen, nachdem er einen Monat vor Turnierbeginn ein Schädel-Hirn-Trauma erlitt. Seinen letzten Einsatz für die kanadische Nationalmannschaft hatte der Linksschütze bei den Olympischen Winterspielen 2002, bei denen er in einer Angriffsreihe mit Mario Lemieux und Joe Sakic spielte. Nach einem Finalsieg gegen die US-amerikanische Nationalmannschaft gewannen die Kanadier die erste olympische Goldmedaille im Eishockey seit 50 Jahren.

## Karrierestatistik

### International
Vertrat Kanada bei:
| - Junioren-Weltmeisterschaft 1992 - Junioren-Weltmeisterschaft 1993 - Weltmeisterschaft 1993 - Olympischen Winterspielen 1994 | - Weltmeisterschaft 1994 - Weltmeisterschaft 1996 - Olympischen Winterspielen 2002 |

(Legende zur Spielerstatistik: Sp oder GP = absolvierte Spiele; T oder G = erzielte Tore; V oder A = erzielte Assists; Pkt oder Pts = erzielte Scorerpunkte; SM oder PIM = erhaltene Strafminuten; +/− = Plus/Minus-Bilanz; PP = erzielte Überzahltore; SH = erzielte Unterzahltore; GW = erzielte Siegtore; 1 Play-downs/Relegation; Kursiv: Statistik nicht vollständig)

## Spielstil und Persönliches

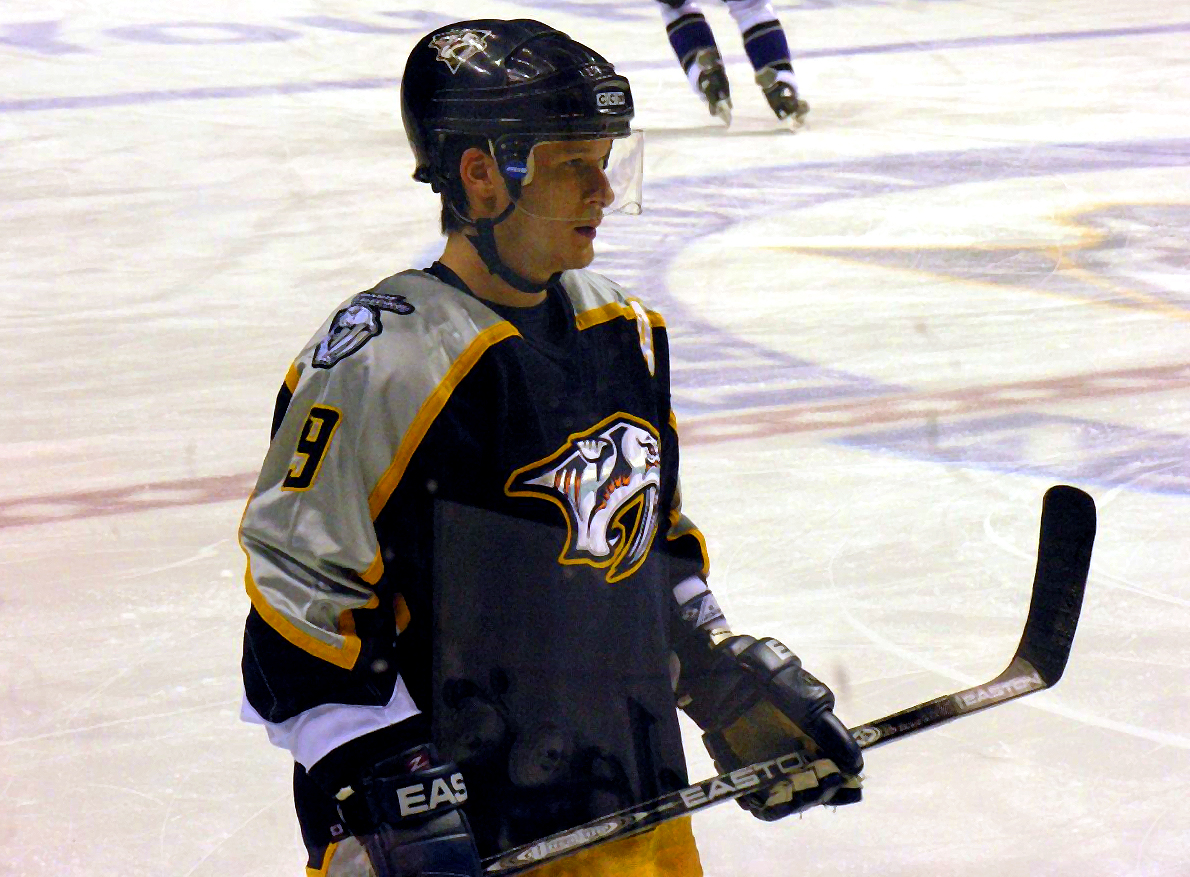
Paul Kariya (2005).

Paul Kariya galt als sehr schneller Spieler, der eine sichere Puckbeherrschung sowie gutes Passspiel besaß. Bereits vor seiner Karriere in der NHL wurde sein Spielstil mit dem von Wayne Gretzky verglichen. Tim Taylor, Trainer der US-amerikanischen Nationalmannschaft bei den Olympischen Winterspielen 1994, bezeugte Kariya sehr gute Spielmacher-Qualitäten, zudem wurde auch sein Skating lobend erwähnt. Kanadas Trainer Tom Renney sagte, Kariya verbinde wie kein anderer Spieler Geschwindigkeit mit intelligentem Spiel. Von Mitspielern wurde ihm eine sehr gute Übersicht auf dem Eis zugesprochen, Anerkennung erhielt auch seine Schusstechnik sowie seine Hand-Augen-Koordination.
Der Flügelstürmer galt zudem als sehr fairer Spieler. 1996 und 1997 erhielt er die Lady Byng Memorial Trophy, die von der NHL jährlich an den Spieler verliehen wird, der vorbildliches Benehmen auf dem Eis mit einem hohen sportlichen Standard verbindet. Kariya wurde zusätzlich von der Liga in den Jahren 1999 und 2000 für diese Trophäe nominiert.
Kariya hat japanische Vorfahren. Sein Vater Tetsuhiko war Mathematiklehrer und wurde während des Zweiten Weltkriegs in einem kanadischen Internierungslager geboren. Tetsuhiko war langjähriges Mitglied der kanadischen Rugby-Nationalmannschaft und starb im Dezember 2002 an einem Herzinfarkt. Seine Mutter Sharon ist schottischer Abstammung und arbeitete ebenfalls als Lehrerin. Paul Kariya hat drei Geschwister; seine beiden Brüder Martin und Steve Kariya sind Eishockeyspieler, seine Schwester Noriko ist professionelle Boxerin.
In dem 1996 veröffentlichten Film Mighty Ducks III – Jetzt mischen sie die Highschool auf hatte Paul Kariya einen Cameo-Auftritt.

## Erfolge und Auszeichnungen

### BCHL & NCAA
| - 1991 BCHL Interior Conference Most Sportsmanlike Player - 1991 BCHL Interior Conference Most Valuable Player - 1991 BCHL Interior Conference Rookie of the Year - 1992 BCHL Interior Conference Most Sportsmanlike Player - 1992 BCHL Interior Conference Most Valuable Player - 1992 Canadian Junior A Player of the Year - 1993 Lamoriello-Trophy-Gewinn mit der University of Maine - 1993 Hockey East Player of the Year | - 1993 Hockey East Rookie of the Year - 1993 Hockey East First All-Star-Team - 1993 Hockey East All-Rookie-Team - 1993 NCAA-Division-I-Championship mit der University of Maine - 1993 NCAA East First All-American-Team - 1993 NCAA Championship All-Tournament-Team - 1993 Hobey Baker Memorial Award |

### National Hockey League
| - 1995 NHL All-Rookie-Team - 1996 Teilnahme am NHL All-Star-Game - 1996 NHL-Spieler des Monats April - 1996 Lady Byng Memorial Trophy - 1996 NHL First All-Star-Team - 1997 Teilnahme am NHL All-Star-Game - 1997 Lady Byng Memorial Trophy - 1997 NHL First All-Star-Team - 1998 NHL-Spieler des Monats Januar | - 1999 Teilnahme am NHL All-Star-Game - 1999 NHL First All-Star-Team - 2000 Teilnahme am NHL All-Star-Game - 2000 NHL Second All-Star-Team - 2001 Teilnahme am NHL All-Star-Game - 2002 Teilnahme am NHL All-Star-Game - 2003 Teilnahme am NHL All-Star-Game - 2003 NHL Second All-Star-Team |

### International
| - 1993 Goldmedaille bei der Junioren-Weltmeisterschaft - 1993 First-All-Star-Team der Junioren-Weltmeisterschaft - 1993 Bester Vorlagengeber der Weltmeisterschaft (gemeinsam mit vier weiteren Spielern) - 1994 Silbermedaille bei den Olympischen Winterspielen - 1994 Goldmedaille bei der Weltmeisterschaft - 1994 Bester Stürmer der Weltmeisterschaft | - 1994 All-Star-Team der Weltmeisterschaft - 1996 Silbermedaille bei der Weltmeisterschaft - 1996 Bester Stürmer der Weltmeisterschaft - 1996 First-All-Star-Team der Weltmeisterschaft - 2002 Goldmedaille bei den Olympischen Winterspielen |

### Sonstige
- 2017 Aufnahme in die Hockey Hall of Fame
- 2018 Sperrung der Trikotnummer 9 durch die Anaheim Ducks